# Uromyces pisi-sativi
Uromyces pisi-sativi är en svampart som först beskrevs av Christiaan Hendrik Persoon, och fick sitt nu gällande namn av Liro 1908. Uromyces pisi-sativi ingår i släktet Uromyces och familjen Pucciniaceae.   Inga underarter finns listade i Catalogue of Life.
Uromyces pisi orsakar ärtrost på ärtväxter, som består av kanelsbruna sommarspor- och svartbruna vintersporsamlingar på växterna.